# Grand Prix de Fourmies 2011
La 79e édition du Grand Prix de Fourmies, s'est déroulée le 11 septembre 2011 sur le circuit traditionnel tracé autour de la commune de Fourmies.
L'épreuve a été remporté par le français Guillaume Blot au terme d'un sprint massif.

## Présentation

### Parcours
La 79e édition du Grand Prix de Fourmies a emprunté, comme à son habitude, un parcours comprenant plusieurs boucles. Une première menant les coureurs du départ en centre-ville de Fourmies jusqu'à la ville de Jeumont ramenant ensuite le peloton vers Fourmies en passant notamment sur des routes escarpées et exposées au vent. Le peloton a ensuite du emprunter à 6 reprises une boucle d'une dizaine de kilomètres tracée dans Fourmies avant de se disputer la victoire.

### Favoris
Ce 79e Grand Prix de Fourmies a de nouveau suscité bon nombre de regards et doit cela grâce, notamment à sa startlist.
On retrouvait donc au départ de cette édition bon nombre de stars du cyclisme. Il y avait notamment les superstars du sprint comme l'Allemand André Greipel, meilleur sprinteur du Tour d'Espagne 2009 et vainqueur d'étape sur le Tour de France 2011 notamment ou encore l'Australien Robbie McEwen, 3 fois meilleur sprinteur du Tour de France, vainqueur à Fourmies en 2005. Superstars du sprint auxquels nous ajoutons leurs principaux adversaires lors des arrivées massives aptes à se jouer la victoire à Fourmies. Nous retrouvions donc au départ le double tenant du titre Romain Feillu, le Biélorusse Yauheni Hutarovich, le jeune Britannique Adam Blythe, le Norvégien Alexander Kristoff, les Français Adrien Petit, Nacer Bouhanni, Denis Flahaut, Anthony Ravard et Sébastien Chavanel ou encore Borut Božič, Fabio Felline et Baden Cooke.
En ce qui concerne une éventuelle arrivée en solitaire, les principaux protagonistes pour ce genre de scénario sont : Marcus Burghardt, Mikhail Ignatiev, Thomas Voeckler, Michał Kwiatkowski et Giovanni Visconti.

## Classement final
|    | Coureur            | Pays        | Équipe             |    | Temps           |
| -- | ------------------ | ----------- | ------------------ | -- | --------------- |
| 1  | Guillaume Blot     | France      | Bretagne-Schuller  | en | 4 h 49 min 48 s |
| 2  | Alexander Kristoff | Norvège     | BMC Racing         | +  | m.t             |
| 3  | Stefan van Dijk    | Pays-Bas    | Verandas Willems   |    | m.t             |
| 4  | Adrien Petit       | France      | Cofidis            |    | m.t             |
| 5  | Mathieu Drujon     | France      | BigMat-Auber93     |    | m.t             |
| 6  | Yauheni Hutarovich | Biélorussie | FDJ                |    | m.t             |
| 7  | Romain Feillu      | France      | Vacansoleil-DCM    |    | m.t             |
| 8  | Robbie McEwen      | Australie   | RadioShack         |    | m.t             |
| 9  | Cyril Lemoine      | France      | Saur-Sojasun       |    | m.t             |
| 10 | Kenny Dehaes       | Belgique    | Omega Pharma-Lotto |    | m.t             |